# Breakaway (album, Kelly Clarkson)
Breakaway je druhé řadové album americké zpěvačky Kelly Clarkson, které vyšlo 30. listopadu 2004. Deska se stala jednou z nejlépe prodávaných za rok 2005 a Clarkson za něj obdržela i dvě ceny Grammy. Tato deska je její nejúspěšnější co se prodejnosti týče, alba se prodalo celosvětově více než 12 milionů kopií.

## Vydání
Album se výrazně liší od debutového počinu Thankful, kde se zpěvačka pohybovala ve stylu r'n'b, album Breakaway je plné pop rockových písní. Spolupracovala s autory jako jsou Max Martin, Dr. Luke, Kara DioGuardi či Avril Lavigne. Clarkson se také výrazněji podílela na jednotlivých písních.
Pro album se zamýšlel duet s vítězkou třetí řady American Idol Fantasiou Barrino, ale nakonec se neuskutečnil.
Kvůli přeorientování na pop rock byla Clarkson opakovaně přirovnávána k Avril Lavigne jak stylem hudby, tak svou image.

## Singly
Všechny singly z desky Breakaway se staly velkými hity po celém světě. Jako pátý singl se plánovala píseň "Gone", která se singlem nestala, aby se název nepletl se Since U Been Gone, jedním z předešlých singlů, nebo píseň "Addicted", která se singlem nestala kvůli "temné" náladě obsažené již v předešlých Behind These Hazel Eyes a Because Of You.
- Breakaway je prvním singlem. Napsala ho Avril Lavigne a byl určen pro film Deník princezny 2: Královské povinnosti.

- Since U Been Gone je druhým singlem a získal cenu Grammy Award. Opakovaně se umisťuje v žebříčcích nejlepších písní všech dob nebo nejlepších písní z let 2000-2010.

- Behind These Hazel Eyes je třetí singl. Clarkson ho napsala o svém bývalém příteli, který ji opustil kvůli bývalé přítelkyni. Tomuto příběhu odpovídá i videoklip.

- Because Of You je čtvrtý singl, který Clarkson napsala o rozvodě svých rodičů již v pubertě.

- Walk Away je pátým, posledním singlem z desky Breakaway.

## Seznam písní
1. Breakaway – 3:57
2. Since U Been Gone – 3:08
3. Behind These Hazel Eyes – 3:18
4. Because Of You – 3:39
5. Gone – 3:27
6. Addicted – 3:57
7. Where Is Your Heart – 4:39
8. Walk Away – 3:08
9. You Found Me – 3:39
10. I Hate Myself for Losing You – 3:20
11. Hear Me – 3:56
12. Beautiful Disaster (live) – 4:34

## Ocenění
Deska získala dvě ceny Grammy Awards pro Nejlepší popové vokální album a Nejlepší ženskou popovou píseň Since U Been Gone.

## Umístění ve světě
| Hitparáda (2004/2005) | Umístění |
| --------------------- | -------- |
| Irsko                 | 1        |
| Nizozemsko            | 1        |
| Austrálie             | 2        |
| Řecko                 | 2        |
| Švýcarsko             | 2        |
| Rakousko              | 3        |
| Belgie                | 3        |
| Velká Británie        | 3        |
| USA                   | 3        |
| Světová               | 3        |
| Německo               | 4        |
| Nový Zéland           | 5        |
| Kanada                | 6        |
| Finsko                | 6        |
| Mexiko                | 6        |
| Švédsko               | 6        |
| Norsko                | 8        |
| Francie               | 20       |
| Česko                 | 27       |
| Japonsko              | 42       |

| Prodejnost | Počet      |
| ---------- | ---------- |
| Celkem     | 15,000,000 |